# Lichtzeil

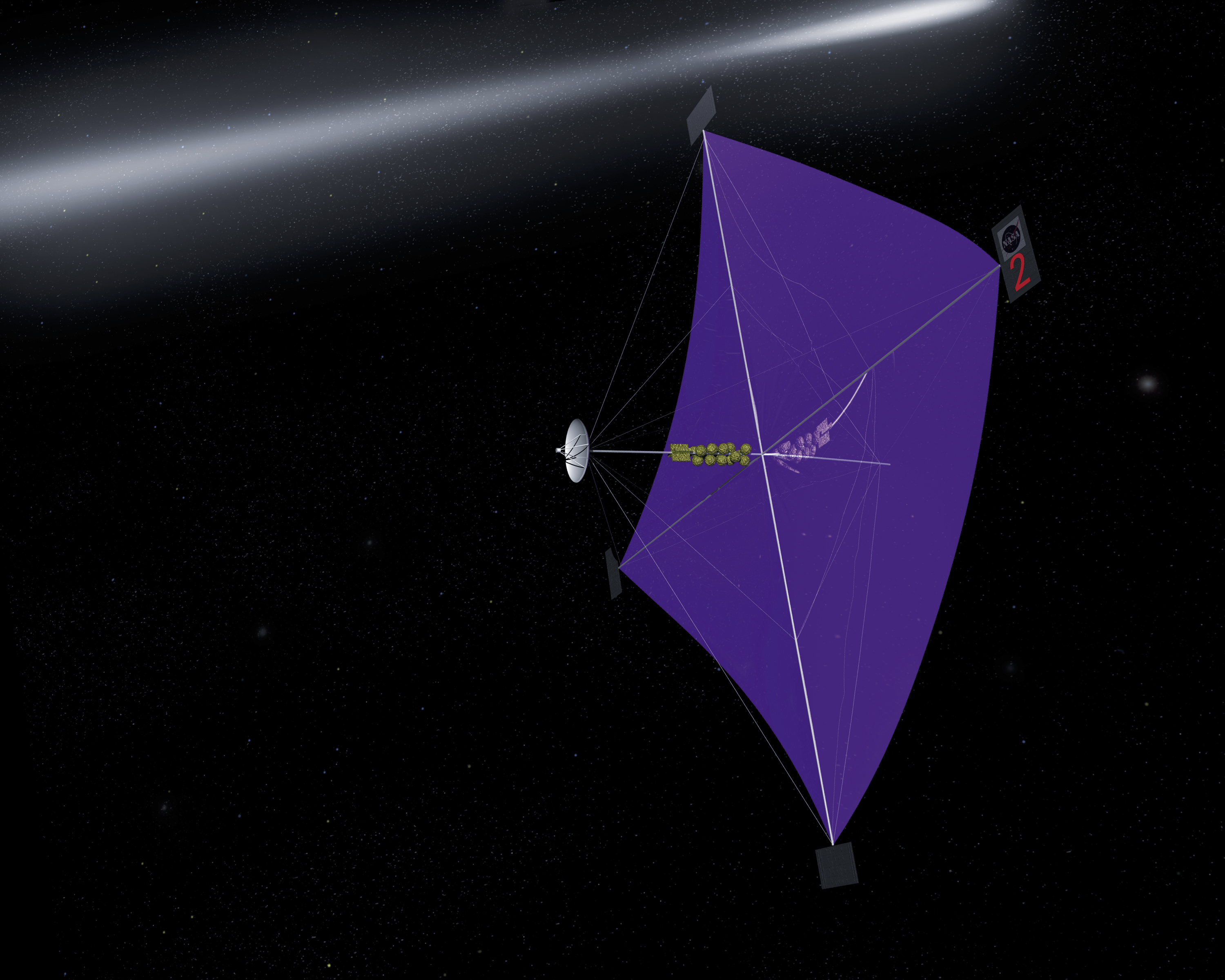
NASA studie van een zonnezeil. Het zeil zal een halve kilometer breed zijn.

Een lichtzeil is een onderdeel van een ruimtevaartuig zonder eigen aandrijving, dat wordt voortgestuwd door de stralingsdruk op het zeil afkomstig van lichtfotonen. De fotonen weerkaatsen van relatief grote spiegelende zeilen waardoor het ermee verbonden ruimtetuig wordt voortgestuwd. De overgebrachte impuls is in het ideale geval tweemaal de energie van de straling gedeeld door de lichtsnelheid, dit is 7 Gm/s per MJ.
Een zonnezeil is een lichtzeil waarbij de fotonen van het zonlicht komen. Omdat er geen brandstof nodig is, kan een zonnezeil in principe altijd blijven accelereren, zolang er maar zonlicht op het zeil valt. Omdat de door fotonen uitgeoefende kracht zeer klein is (van de orde van micronewtons per vierkante meter) moet een zonnezeil een bijzonder grote oppervlakte hebben om enig nut te hebben. Praktische toepassingen zullen diameters van honderden meters tot enkele kilometers hebben.
Een lichtzeil kan ook licht van laserstralen gebruiken.

## Cosmos 1
In Rusland is het eerste zonnezeilvaartuig gebouwd, gefinancierd door The Planetary Society en Cosmos Studios. Het vaartuig Cosmos 1 was ontworpen om aan boord van een Volna-raket door een onderzeeboot de ruimte in gelanceerd te worden. Daar zou het zijn reusachtige vleugels spreiden en, slechts aangedreven door zonlicht, het heelal invliegen. Op 21 juni 2005 werd, zoals gepland, Cosmos 1 gelanceerd door de onderzeeboot Borisoglebsk van de Russische Noordelijke Vloot. De eerste trap van de Volna kon niet zijn volledige verbranding doorlopen, waardoor het ruimteschip nooit in een baan om de Aarde is gekomen. Cosmos 1 heeft nooit een kans gehad haar revolutionaire technologie te demonstreren.

## IKAROS
In 2010 werd een tweede poging ondernomen. Op 21 mei werd door het Japan Aerospace Exploration Agency de ruimtesonde IKAROS gelanceerd. Deze zeilde, met behulp van een zonnezeil van 173 m², in zes maanden naar de planeet Venus.

## NanoSail-D
In januari 2011 lanceerde NASA met succes de testsatelliet NanoSail-D.
- Library of Congress Control Number: sh87002887
- Nationale Bibliotheek van Israël: 987007534200405171